# Titularbistum Caesarea Philippi
Caesarea Philippi (ital.: Cesarea di Filippo) ist ein Titularbistum der römisch-katholischen Kirche. 
Es geht zurück auf ein ehemaliges Bistum der antiken Stadt Caesarea Philippi, später Paneas/Paneade, heute Ruinenstadt Banyas am Fuß des Hermongebirges am nördlichen Ende der israelisch besetzten Golanhöhen, das der Kirchenprovinz Tyrus angehörte. Es entstand nach 1888 durch Umbenennung und Unterdrückung des älteren Titularbistums Paneade.
| Titularbischöfe von Caesarea Philippi |                                                 |                                                                  |                   |                   |
| Nr.                                   | Name                                            | Amt                                                              | von               | bis               |
| 1                                     | Cyrillus Macaire                                | Apostolischer Vikar in der Eparchie Alexandria (Ägypten)         | 15. März 1895     | 19. Juni 1899     |
| 2                                     | Giuliano Cabras                                 | Weihbischof in Sassari (Italien)                                 | 17. Dezember 1900 |                   |
| 3                                     | Giuseppe Morticelli                             | emeritierter Bischof von Penne-Atri (Italien)                    | Februar 1906      | 1910              |
| 4                                     | Hermann Zschokke                                | Weihbischof in Wien (Österreich)                                 | 17. November 1910 | 23. Oktober 1920  |
| 5                                     | Antonio Micozzi                                 | Weihbischof in Sabina-Farfa (Italien)                            | 4. Juli 1936      | 25. November 1949 |
| 6                                     | Ercole Attuoni                                  | Weihbischof in Pisa (Italien)                                    | 15. Juli 1929     | 16. März 1933     |
| 7                                     | Francesco Beretti                               | Kurienbischof                                                    | 4. Juli 1936      | 25. November 1949 |
| 8                                     | Armando Lombardi Titularerzbischof pro hac vice | Apostolischer Nuntius in Venezuela, Brasilien                    | 13. Februar 1950  | 4. Mai 1964       |
| 9                                     | Lawrence Patrick Moran                          | Weihbischof in Melbourne (Australien)                            | 9. November 1964  | 15. März 1970     |
| 10                                    | Joseph Powathil                                 | Weihbischof in der Erzeparchie Changanacherry (Indien)           | 7. Januar 1972    | 26. Februar 1977  |
| 11                                    | Béchara Raï OMM                                 | Weihbischof im Maronitischen Patriarchat von Antiochia (Libanon) | 2. Mai 1986       | 9. Juni 1990      |
| 12                                    | Guy-Paul Noujaim                                | Weihbischof im Maronitischen Patriarchat von Antiochia (Libanon) | 9. Juni 1990      |                   |